# Linia kolejowa 155 Kiskunhalas – Kiskunfélegyháza
Linia kolejowa Kiskunhalas – Kiskunfélegyháza – linia kolejowa na Węgrzech. Jest to linia jednotorowa, w całości zelektryfikowana, sieć jest zasilana prądem przemiennym 25 kV 50 Hz.

## Historia
Linia została oddana do użytku 19 października 1912 roku.